# Jakob Fischer
Jakob Fischer sinónimo: Schöner vom Oberland es el nombre de una variedad cultivar de manzano (Malus domestica). 
Una variedad de manzana cultivada, que pertenece al grupo de manzanas alemanas antiguas de la herencia, que estuvo particularmente extendida en  Rottum. Esta variedad fue la elegida por la asociación de pomólogos como la variedad de huerto del año 1988 en el estado federado de Baden-Wurttemberg.

## Sinonimia
- "Schöner vom Oberland",
- "Jacob Fisher",
- "Roter vom Oberland".

## Historia
'Jakob Fischer' es una variedad de manzana alemana antigua de la herencia, que se originó como una plántula al azar, posiblemente en algún momento a inicios del siglo XX en el municipio de Rottum en el distrito de Biberach, en el estado federado de Baden-Wurttemberg (Alemania).

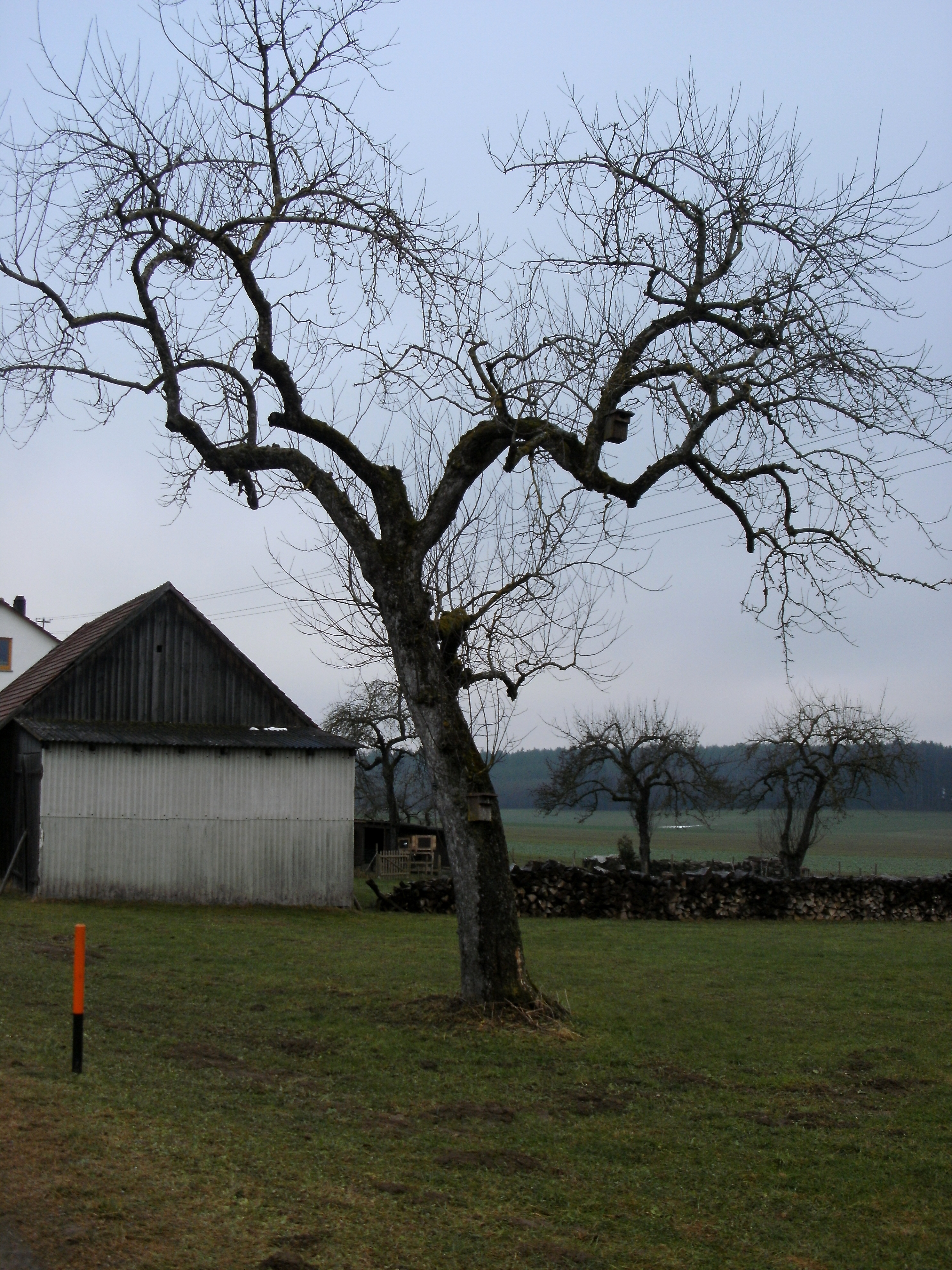
El árbol original del descubrimiento de la variedad de manzana 'Jakob Fischer', está anotado en la lista de monumentos naturales del distrito de "Biberach" como monumento natural (ND) 38.1 en la parcela con el número 74/1 en "Paradise Road" dentro del "distrito de Rottum", zona residencial Niklas, una parte del municipio de "Steinhausen an der Rottum" en la "Alta Suabia".

En 1903, Jakob Fischer descubrió un pequeño manzano en las inmediaciones de su propiedad en Rottum, en la Alta Suabia, que trasplantó a su jardín. En 1912 este árbol dio frutos por primera vez, en 1914 algunas de estas manzanas fueron presentadas a expertos de la "Asociación de Jardineros de Württemberg" en Stuttgart y luego fueron nombradas 'Jakob Fischer' en honor a la persona que las descubrió. La manzana se convirtió en una variedad estándar versátil en el Reino de Wurtemberg.
Esta variedad fue la elegida por la asociación de pomólogos como la variedad de huerto del año 1988 en el estado federado de Baden-Wurttemberg, para en vista de sus propiedades favorables, utilizarla ampliamente para fomentar su cultivo.
El árbol primitivo original de la variedad de manzana Jakob Fischer murió en 2020 con cobertura mediática, y fue plantado un nuevo vástago en febrero de 2021. Se encargó al artista Bernhard Schmid que creara una escultura a partir del tronco Se obtuvieron clones genéticos del árbol original y se plantaron en el Museo Village Kürnbach de la Alta Suabia.
La manzana 'Jakob Fischer' está amenazada de desaparición, y por lo tanto, ha sido incluida en la lista de "pasajeros del Arca" de "Slow Food Alemania".

## Características
'Jakob Fischer' árbol de crecimiento alto con copa ancha y densa, crecimiento recto y su resistencia a las heladas. Crece mejor en margas cálidas y livianas. Produce los primeros frutos a los seis años y tiene una tendencia definida a producir cosechas cada dos años. Florece muy pronto y dura mucho tiempo, pero no es apta como donante de polen por ser triploide. Tiene un tiempo de floración que comienza a partir del 6 de mayo con el 10% de floración, para el 12 de mayo tiene una floración completa (80%), y para el 22 de mayo tiene un 90% caída de pétalos.
'Jakob Fischer' tiene una talla de fruto de grande a muy grande; forma del fruto redondeado con la parte superior plana y de forma irregular; con nervaduras débiles, y con corona débil; epidermis cuya piel es lisa, brillante, con un color de fondo amarillo claro, que muestra sobre color (30-70%) con franjas y rubores de rojo brillante, con un glaseado azul violeta, que está marcado con numerosas lenticelas diminutas de color claro, ruginoso-"russeting" (pardeamiento áspero superficial que presentan algunas variedades) débil; cáliz con ojo de tamaño medio, y semiabierto, colocado en una cuenca media, medianamente profunda; pedúnculo de longitud corto y de un calibre grueso, colocado en una cavidad estrecha, medianamente profunda, que presenta ruginoso-"russeting"; pulpa es de color verdoso pálido, blanda, sabor jugoso, dulce y vivaz, que se dora rápidamente cuando se expone al aire.
Las manzanas se consideran una variedad de otoño. Su tiempo de recogida de cosecha se inicia desde principios o mediados de septiembre. Están listos para comer de inmediato y deben usarse rápidamente, ya que solo se conservan durante unas cuatro semanas. Debido a estas propiedades, esta variedad de manzana no es apta para la comercialización moderna.

## Usos
- Para consumirlo en fresco como manzana de mesa.
- En uso en cocina es ideal para tartas de manzana.[9][7][8]

## Susceptibilidades
Resistente a la sarna del manzano y al mildiu, excepto cuando se cultiva en suelos pesados y húmedos.